# UPT Sori Panihi Sp3
UPT Sori Panihi Sp3 is een bestuurslaag in het regentschap Bima van de provincie West-Nusa Tenggara, Indonesië. UPT Sori Panihi Sp3 telt 345 inwoners (volkstelling 2010).